# 派达哥六矛虫
派达哥六矛虫（学名：Hexalonche pythagoraea）为三轴球虫科六矛虫属的动物。分布于中太平洋，包括东海等海域。